# Wolfgang Fennel
Wolfgang Fennel (* 7. Februar 1947 in Warnemünde) ist ein deutscher Physiker und Hochschullehrer auf dem Gebiet der theoretischen Ozeanographie. 

## Leben
Wolfgang Fennel wurde 1947 als Sohn eines Ingenieurs in Warnemünde geboren. Fennel war 1964 Gründungsmitglied der Beatband Baltics und bis 1967 deren Gitarrist. Diese erreichte im Norden der DDR einige Popularität. So war Fennel, gemeinsam mit Wolfgang Ziegler, unter anderem an der Filmmusik des DEFA-Films Die Reise nach Sundevit von Heiner Carow beteiligt. 1966 legte er zudem sein Abitur ab und nahm ein Physikstudium an der Universität Rostock auf, welches er 1970 mit dem Diplom abschloss. Anschließend war er bis 1976 Assistent am Institut für theoretische Physik in Rostock und legte währenddessen seine Dissertation über die „Theorie des Elektronengases bei endlichen Temperaturen“ vor, womit er sich 1973 zum Dr. rer. nat. promovierte. Er wurde dann wissenschaftlicher Mitarbeiter am Institut für Meeresforschung Warnemünde. Im Jahr 1981 folgte die Promotion B über die „Theorie der turbulenten Diffusion“ zum Dr. sc. nat., dieser wurde nach der Wende in der DDR zum Dr. rer. nat. habil. umgewandelt. 1988 war Fennel Gastprofessor an der Universität Göteborg und 1994 wurde er in Rostock zum Professor für Physikalische Ozeanographie berufen. Zwischenzeitlich hatte er noch Gastprofessuren am Nansen-Center in Bergen (1995) und an der Universität Baltimore (1996) inne. 2013 wurde er emeritiert. 1987 erhielt er in einem Kollektiv den Nationalpreis der DDR III. Klasse für Wissenschaft und Technik.
Fennels Arbeitsschwerpunkte lagen im Bereich der theoretischen Ozeanographie, numerischen Modellierung, Regionalen und Ostsee-Ozeanographie und Ökosystemmodellen. 
Er war 1990 bis 1991 stellvertretender Direktor am Institut für Meeresforschung Warnemünde und nachdem dieses im Leibniz-Institut für Ostseeforschung aufgegangen ist, bis 2011 dessen stellvertretender Direktor. 2011 bis 2012 war er Direktor des Leibniz-Instituts für Ostseeforschung. Zudem war er von 1992 bis 2013 Leiter der Sektion Physikalische Ozeanographie und Messtechnik am Institut für Ostseeforschung Warnemünde und Chef der Arbeitsgruppe Theoretische Ozeanographie und Modellierung. Zudem war er von 2008 bis 2012 Präsident des Wissenschaftlichen Komitees für ozeanische Forschung (Scientific Committee on Oceanic Research, kurz: SCOR).

## Familie
Wolfgang Fennel hat einen Sohn, der Professor für Theoretische Physik an der Universität Rostock ist, und eine Tochter, die Professorin für Ozeanographie an der Dalhousie University in Halifax ist.

## Schriften (Auswahl)
- Theorie des hochentarteten Elektronengas bei endlichen Temperaturen, Wolfgang Fennel, 1973 (Dissertation)
- Zur halbempirischen Theorie der turbulenten Diffusion, Wolfgang Fennel, 1981 (Habilitation)

### Bücher
- W. Fennel und H. U. Lass 1989: „Analytical theory of forced oceanic waves“, Akademie Verlag Berlin, 312 pp.
- W. Fennel und T. Neumann 2004 „Introduction to the modeling of marine ecosystems“, Elsevier Oceanographic Series 72, Amsterdam, 297 pp 927

### Beiträge zu Büchern
- W. Fennel und H. U. Lass: 1983 „Theory of frequency spectra of equatorially trapped waves“ in Elsevier Oceanographic Series, „Hydrodynamics of the equatorial ocean“, Ed. J. C. J. Nihoul, 319–338.
- W. Fennel, 2004 „Waves in the Oceans“, in „Oceanography“, edited by J. C. J. Nihoul und C. A. Chen, in Encyclopedia of Life Support Systems (EOLSS), Developed under the auspices of the UNESCO, Eolss Publishers, Oxford, UK,
- M. Schmidt, W. Fennel, T. Neumann und T. Seifert 2008. Description of the Baltic Sea with Numerical Models. In: State and Evolution of the Baltic Sea, 1952–2005. Eds. R. Feistel, G. Nausch, N. Wasmund, Wiley & Sons, 583–623.

### Zeitschriftenartikel
- W. Fennel, H. J. Czerwon und W. Zimdahl: „Temperaturkorrekturen zur spezifischen Wärme des entarteten Elektronengases“ Annalen der Physik 29, (1973), 10–14.
- W. Fennel, W. D. Kraeft und D. Kremp: „Degenerated electron gas at finite temperatures II“ Annalen der Physik 31, (1974), 171–181.
- W. Fennel: „Turbulente Diffusion in räumlich variablen Stromfeldern“ Geodät. Geophys. Veröffentl., Reihe IV, Heft 30 (1980), 6–19.
- W. Fennel und M. Sturm: „Dynamics of the Western Baltic“ Journal of Marine Systems, 3, (1992), 183–205.
- W. Fennel, A nutrient to fish model for the example of the Baltic Sea, Jour. Mar. Syst. 81, (2010), 184–195

### Sonstige
- Festschrift zum 65. Geburtstag von Wolfgang Matthäus / Institut für Ostseeforschung, Warnemünde. Von Wolfgang Fennel und Barbara Hentzsch (Hrsg.), 2003
- W. Fennel, 2002: „Modellierung mariner Ökosysteme am Beispiel der Ostsee“, In: Simulationstechnik, 16. Symposium in Rostock, (Ed. D. Tavangarian und R. Grützner), 14–31